# Sydir Kovpak
Sydir Artěmovyč Kovpak (ukrajinsky: Сидір Артемович Ковпак, rusky: Сидор Артемович Ковпак, 7. června / 26. května podle juliánského kalendáře 1887 – 11. prosince 1967) byl jeden z nejvýznamnějších velitelů sovětských partyzánů během druhé světové války, důležitý člen komunistické strany na Ukrajině a dvojnásobný Hrdina Sovětského svazu.

## Životopis
Kovpak se narodil 7. června 1887 v obci Kotelva na Ukrajině v chudé rolnické rodině. Prožil nelehké dětství. V deseti letech jej rodiče poslali pracovat do místního obchodu s potravinami, kde musel dělat nejtěžší práce. V roce 1905 nastoupil k vojenské službě v carské armádě. Po jejím ukončení pracoval v Saratově v říčním přístavu a tramvajové vozovně jako dělník.
Po vypuknutí první světové války v červenci 1914 byl znovu povolán do armády. V roce 1915 získal první Svatojiřský kříž (IV. třída). Osobně mu jej udělil sám car Mikuláš II. V roce 1916 byl přiřazen ke 186. Aslandužskému pěšímu pluku, se kterým se zúčastnil Brusilovovy ofenzívy. Byl nasazen jako průzkumník a prokázal hrdinství, za které byl vyznamenán Svatojiřským křížem (III. třída) a Svatojiřskou medailí (III. třída a IV. třída).
Po převratu v Rusku se v roce 1919 přidal k bolševikům a vstoupil do KSR(b). Během občanské války vedl partyzánské oddíly na Ukrajině proti německým a rakousko-uherským okupačním vojskům a poté i proti Bělogvardějcům.
Po válce se stal předsedou oblastního sovětu v městě Putyvl. Během stalinských čistek v komunistické straně hrozilo Kovpakovi zatčení, ale byl včas varován. Utekl a musel se nějaký čas skrývat. Bezprostředně po okupaci Ukrajiny Němci za druhé světové války Kovpak odešel do lesů u Putyvlu a stal se velitelem místních partyzánů. Kovpakův oddíl postupně rostl do velkých rozměrů a díky materiální podpoře ze Sovětského svazu se mohl pouštět do odvážnějších akcí. Šlo především o tzv. Stalinský výpad (1942 – 1943) a později Karpatský výpad (1943). Kovpak byl velmi respektovaným velitelem. Partyzánský velitel Dmitrij Medvěděv uvádí, že Kovpakovi partyzáni připomínali spíše pravidelnou armádu než odbojáře, jelikož ve výzbroji měli kromě pušek, granátů a samopalů i těžké kulomety, minomety, protitankové pušky a děla.
Kovpakovci prováděli řadu diverzních akcí a bojovali nejen s Němci a jejich spojenci ale i s (protikomunistickou) Ukrajinskou povstaleckou armádou, která byla důležitým faktorem zejména na západě Ukrajiny. 31. srpna 1942 odjel Kovpak do Moskvy, kde jej osobně přivítal Stalin a Vorošilov a spolu s dalšími partyzánskými veliteli se účastnil zasedání o dalším postupu. Během Karpatského výpadu se divize dostala v horách do těžké situace: partyzáni přišli o děla, Kovpak byl raněn a letecky transportován do Moskvy a padl komisař Rudněv (existují i spekulace, že jej nechal Kovpak zavraždit), divize jako celek byla rozprášena a partyzáni se museli v menších skupinkách probíjet z obklíčení. Za své zásluhy během partyzánských bojů byl Kovpak v dubnu 1943 povýšen do hodnosti generálmajora.
Po skončení války působil jako člen Nejvyššího soudu Ukrajinské SSR a Místopředseda Nejvyššího sovětu Sovětského svazu na Ukrajině. Kromě zastávání důležitých funkcí v komunistickém vedení Ukrajiny se věnoval literatuře a sepisoval své zážitky z války. V Československu vyšla v roce 1951 jedna z jeho knih s názvem „Pochod partyzánů“, kde jsou v duchu tehdejší doby podrobně popisovány partyzánské boje a řada těžko uvěřitelných úspěchů.
Zemřel 11. prosince 1967 ve věku 80 let. Pohřben byl v Kyjevě. Na jeho památku byly po něm pojmenovány ulice v Putyvlu, Sevastopolu, Charkově nebo v Nižním Novgorodě, střední škola číslo 111 v Kyjevě a vybudováno několik památníků. I Praha měla před rokem 1989 svoji Kovpakovu ulici (dnešní ulice Generála Píky). Na Ukrajině je (přinejmenším do roku 2012) oficiálně považován za národního hrdinu.

## Sovětská vyznamenání
Zlatá hvězda hrdiny Sovětského svazu

- 18. května 1942[1]
- 4. ledna 1944[2]
- Řád Lenina – 4× (18. května 1942, 4. ledna 1944, 23. ledna 1948, 25. května 1967)
- Řád rudého praporu (24. prosince 1942)
- Řád Suvorova – II. třída (2. května 1945)
- Řád Bohdana Chmelnického – I. třída (7. srpna 1944)
- Medaile "Partyzánu Vlastenecké války"
  -  I. třída
  -  II. třída
- Medaile za vítězství nad Německem ve Velké vlastenecké válce 1941–1945
- Zahraniční vyznamenání udělovaná sovětským partyzánům: (Polsko, Maďarsko, Československo)

## Ruská vyznamenání
- Svatojiřský kříž – III. třída, IV. třída
- Svatojiřská medaile – III. třída, IV. třída